# Bruno Mora
Bruno Mora, né le 29 mars 1937 à Parme en Émilie-Romagne  et mort le 10 décembre 1986 dans la même ville, est un joueur de football international italien, évoluant au poste d'ailier droit, devenu par la suite entraîneur.
Son fils Nicola Mora, est également footballeur.

## Biographie

### En club
Il joue à la Sampdoria, à la Juventus (pour qui il joue son premier match le 6 novembre 1960 lors d'une défaite contre le Milan 4-3 en Serie A) et au Milan AC, remportant des titres aux niveaux national et européen.

### En sélection
En tant qu'attaquant, il est international italien à 21 reprises (1958-1965) pour 4 buts. Il est sélectionné pour la Coupe du monde de football 1962, au Chili. Mora est deux fois titulaire contre la Suisse et le Chili, inscrivant un but à la 1re minute contre la Suisse pour une victoire 3 buts à 0 des Italiens.
Initialement pressenti pour représenter son pays à la Coupe du monde de football 1966 en Angleterre, il se blesse avant la compétition à la suite d'un choc avec le gardien de but Giuseppe Spalazzi lors d'une rencontre contre le Bologne FC.

## Clubs
- 1954-1959 :  Sampdoria Gênes
- 1960-1962 :  Juventus (54 matchs, 17 buts)
- 1962-1969 :  Milan AC (116 matchs, 26 buts)

## Palmarès
| Juventus - Championnat d'Italie (1) : - Champion : 1960-61. |  | Milan AC - Championnat d'Italie (1) : - Champion : 1967-68. - Vice-champion : 1964-65 et 1968-69. - Coupe d'Italie (1) : - Vainqueur : 1966-67. - Finaliste : 1967-68. - Coupe des clubs champions européens (2) : - Vainqueur : 1962-63 et 1968-69. - Coupe des coupes (1) : - Vainqueur : 1967-68. - Coupe intercontinentale : - Finaliste : 1963. |